# 신란
신란(親鸞, しんらん、쇼안承安 3년 4월 1일 - 고초弘長 2년 11월 28일)은 일본 가마쿠라 시대(鎌倉時代) 전반에서 중기에 걸쳐 활약했던 고승이다. 정토진종(浄土真宗)의 종조(宗祖)로 여겨지고 있다.
호넨(法然)을 스승으로 섬기며 생을 보냈고 「호넨에 의해 밝혀진 정토왕생(浄土往生)의 법을 설하는 진실된 가르침」을 이어받아 나아가 이를 높여 가는 일에 주력하였다. 이 과정에서 신란 자신이 어떤 종파를 열겠다고 하는 생각은 없었던 것으로 보이며, 독자적인 사원을 지니지도 않았고 각지에 간소한 염불도량을 열어 교화하는 형태였다.
정토진종의 입교개종(立教開宗)의 해는 『현정토진실교행증문류』(顕浄土真実教行証文類, 이하 『교행신증』)가 완성된 간겐(寛元) 5년(1247년)으로 되어 있지만 이것이 정해진 것은 신란이 입적한 뒤의 일이다.

## 생애
※신란은 자전 성격의 기술을 남긴 것이 적고 그나마도 현존하지 않기 때문에 그 생애에 대해서는 명확하지 못한 것이 많고, 연구자들 사이에서도 여러 가지 설이 존재하고 있다. 또한 본 항목의 기술은 내용 일부가 사실과는 맞지 않는 기술이 있는 기록(『히노 이치류 계도』日野一流系図、『신란 성인 어인록』親鸞聖人御因縁 등)이나, 제자들이 쓴 기록(『어전초』御伝鈔 등)에 의한 것이 많다. 이들 기록물은 전설적인 기술이 많다는 점에 유의해야 한다.

※연령에 대해서는 세는 나이를 사용하였으며, 날짜는 문헌과의 교차검증으로 음력(선명력) 표시를 사용하였다(생몰년월일은 제외하였다). 

### 탄생
쇼안(承安) 3년(1173년) 4월 1일(그레고리력으로 환산하면 1173년 5월 21일이다) 홋케지(法界寺)、히노탄조인(日野誕生院) 부근(지금의 교토 시 후시미 구伏見区 히노日野)에서 황태후궁대진(皇太后宮大進)[주석 10] 관직에 있던 히노 아리노리(日野有範)의 장남으로 태어났다. 어머니에 대해서는 같은 시대의 1차 자료가 없고 에도 시대 중기에 저술된 『신란 성인 정명전』(親鸞聖人正明伝)에는 세이와 겐지(清和源氏)의 영웅 하치만타로 요시이에(八幡太郎義家)의 손녀딸인 「기코메」(貴光女)라는 여인이었다고 되어 있다. 「기코뇨」(吉光女)라고도 한다. 어린 시절의 이름은 「마쓰와카마루(松若磨)」、「마쓰와카마루(松若丸)」、「주하치코마루(十八公麿)」 등으로 불렸다.
헤이안 시대 말기인 에이쇼(永承) 7년(1052년) 이후 일본에는 종말론적인 말법사상(末法思想)이 널리 퍼져나갔다. 호겐(保元) 원년(1156년의 호겐의 난(保元の乱)과 헤이지(平治) 원년(1159년)의 헤이지의 난(平治の乱)으로 일본은 귀족이 통치를 주도하던 시대는 변모해 무사의 시대를 향해 나아가고 있었고, 정치 ・ 경제 ・ 사회 각 방면에서 극적인 구조 변화가 일어나고 있었다. 신란이 태어나고 얼마 되지 않아, 지쇼(治承) 4년(1180년)부터 겐랴쿠(元暦) 2년(1185년)에 걸쳐 일본은 지쇼-주에이의 난(治承・寿永の乱), 통칭 겐페이 전쟁이라 불리는 내전이 벌어졌다. 지쇼 5년/요와(養和) 원년(1181년)에는 요와의 기근(養和の飢饉)이라 불리는 대기근이 발생해 교토 안에서만 42,300명이 굶어 죽었다. 전란과 기근은 교토를 황폐화시켰다.

### 출가

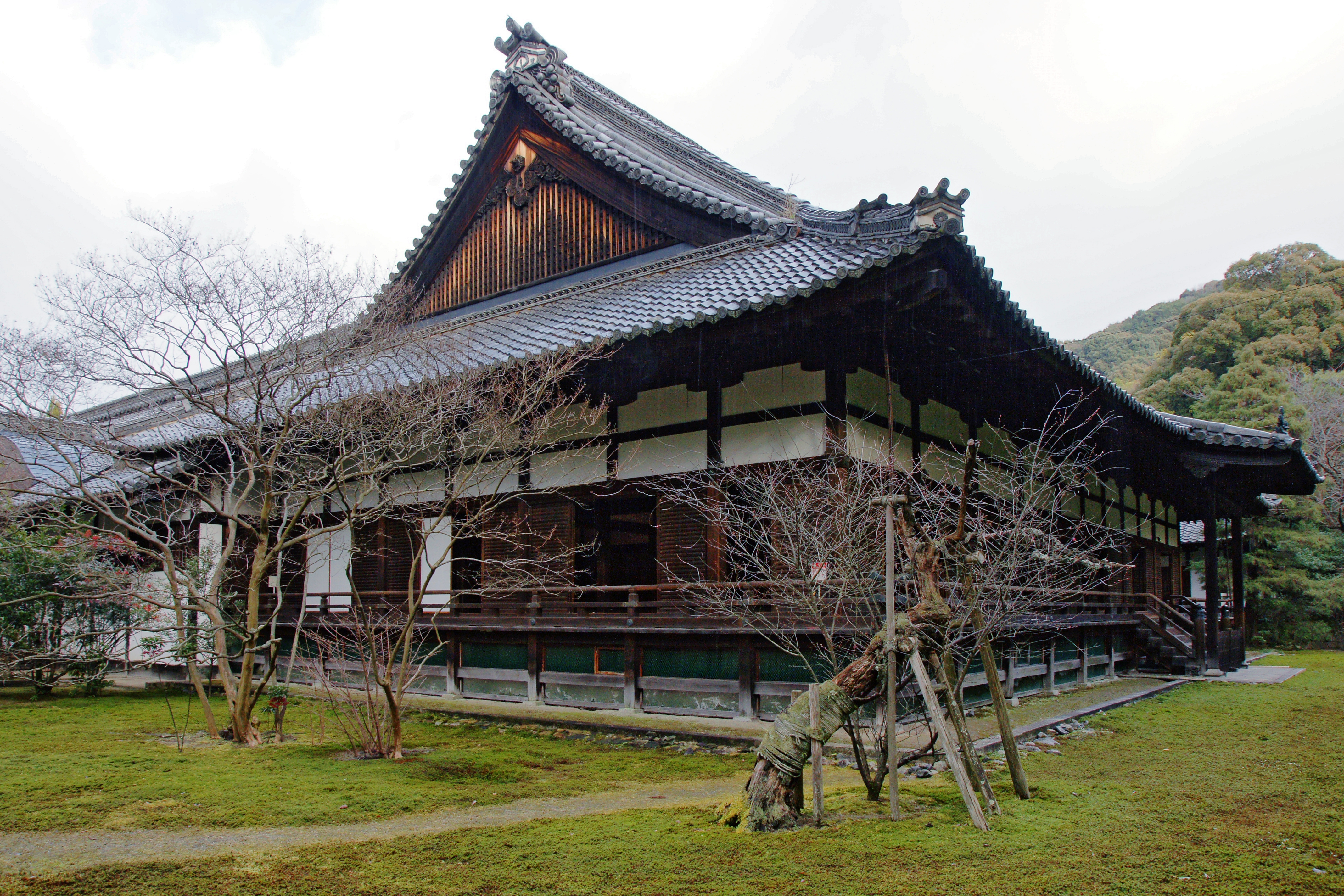
교토 세이렌인. 신란이 이곳에서 출가해 승려가 되는 의식을 치렀다고 전하고 있다.

지쇼 5년(1181년) 아홉 살의 마쓰와카마루는 숙부인 히노 노리쓰나(日野範綱)를 따라 교토 세이렌인(青蓮院)으로 들어 갔고, 훗날 천태좌주(天台座主)가 될 지엔(慈円, 자진화상慈鎮和尚)의 문하에서 출가해 승려가 되었고 법명을 「한넨」(範宴)이라 하였다.
전승에 따르면 지엔이 그의 출가를 다음날로 연기하려고 했을 때 아홉 살의 한넨은 「내일이 있다 생각하는 마음 속 벚꽃이여, 네 밤중에 거센 바람 불 줄은 모르느냐」(明日ありと思う心の仇桜、夜半に嵐の吹かぬものかは)라고 읊었다고 한다(이는 무상無常이라는 감정을 비상한 문자로 표현한 노래로 평가받고 있다).
출가한 뒤 한넨은 에이잔(叡山)로 올라가서 지엔을 겐교(検校)로 섬기고 요코가와(横川) 슈료곤인(首楞厳院) 상행당(常行堂)에서 천태종(天台宗) 당승(堂僧)으로써 불단염불(不断念仏) 수행을 이어나갔다. 에이잔에서 20년 넘게 수행하였으나 자력수행에 한계를 느끼게 된다.
겐큐(建久) 3년(1192년) 7월 12일 미나모토노 요리토모(源頼朝)가 세이이타이쇼군(征夷大将軍)에 임명되었다.

### 롯카쿠(六角)의 선몽

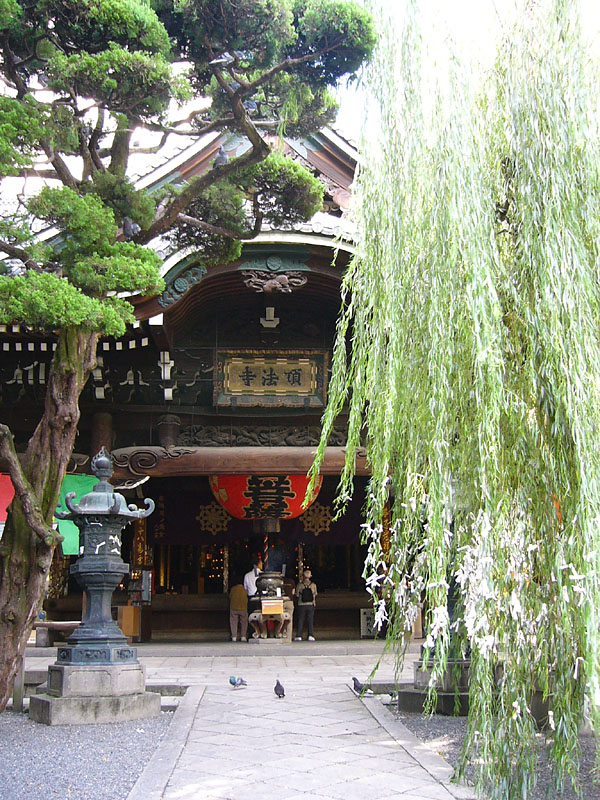
교토 시 나카교구에 소재한 죠호지(頂法寺). 신란이 쇼토쿠 태자의 선몽을 체험했다는 롯카쿠도이다.

겐닌(建仁) 원년(1201년) 봄, 29세의 나이로 한넨은 에이잔을 내려왔다. 후세의 기념을 위해 쇼토쿠 태자(聖徳太子)가 지었다고 전하는 롯카쿠도(六角堂)에서 백일참롱(百日参籠)을 행하였는데, 95일째 되던 4월 5일 새벽 한넨의 꿈에 쇼토쿠 태자(聖徳太子)가 나타나(일본에서 쇼토쿠 태자는 구세관음보살의 화신으로 여겨진다) 「수행자가 전세의 과보로 여성을 범해야 한다면/내가 그 여성이 되어 그와 함께 해 주리라/그리고 한 평생 공덕장엄을 보전하고/목숨 다하는 날에 극락으로 이끌리라」(行者宿報設女犯　我成玉女身被犯　一生之間能荘厳　臨終引導生極楽)라는 라는 게(偈)를 읊고(「여범계」女犯偈), 「이는 곧 나의 서원이니 젠신(善信) 그대는 이 서원의 취지를 베풀어 설법해 일체 군생(群生)에게 전해야 할 것이다」라고 하였다고 한다.
이러한 선몽에 따라 날이 밝자 히가시야마 요시미즈(東山吉水)에 위치한 호넨(法然)이 머무르고 있던 요시미즈 암자를 찾았다(이때 호넨의 나이는 예순아홉이었다). 그리고 오카자키(岡崎) 땅에 초당을 짓고 백일에 걸쳐 호넨에게서 설법을 들었다.

### 입문
호넨의 전수염불(専修念仏)의 가르침에 따라 한넨은 입문 결의하고, 이를 계기로 호넨으로부터 「샥쿠」(綽空)라는 이름을 받았고, 학행을 쌓으며 호넨에게 높은 평가를 받았다고 한다.
『어전초』에는 「요시미즈 입실」(吉水入室) 뒤에 「롯카쿠 고명」(六角告命)으로 이어지고 있다. 또한 그 연도에 대해서도 「建仁第三乃暦」・「建仁三年辛酉」・「建仁三年癸亥」으로 기록되어 있다. 정확하게는 「롯카쿠 고명」 뒤에 「요시미즈 입실」 순으로 그 해는 모두 겐닌 원년을 가리키고 있다. 이는 가쿠뇨(覚如)가 「建仁辛酉暦」을 겐닌 3년으로 오해한 데서 나온 오기로 생각되고 있다. 한편 『신란 성인 정명전』(親鸞聖人正明伝)에는 「요시미즈 입실」 뒤에 「롯가쿠 고명」 순으로 이어진다. 또한 그 연대에 대해서 「建仁辛酉 範宴二十九歳 三月十四日 吉水ニ尋ネ参リタマフ」, 「建仁辛酉三月十四日 既ニ空師ノ門下ニ入タマヘドモ (중략) 今年四月五日甲申ノ夜五更ニ及ンデ 霊夢ヲ蒙リタマヒキ」고 되어 있다.
『에신니소식』(恵信尼消息)에는 「山を出でて、六角堂に百日籠らせたまひて、後世をいのらせたまひけるに、(중략) また六角堂に百日籠らせたまひて候ひけるやうに、また百か日、降るにも照るにも、いかなるたいふにも、まゐりてありしに」고 기록되어 있다.
겐큐(元久) 원년(1204년) 11월 7일 호넨은 「칠개조제계」(七箇条制誡)을 지어 190명의 문하 제자들의 렌쇼(連署, 연판장)도 작성하였다. 그 86번째에 「승려 슛코」(僧綽空)의 이름이 확인되는데, 그 서명일은 다음날인 8일이다. 이를 통해 겐큐 원년 11월 7일의 시점에서 슛코 즉 신란은 요시미즈 교단의 190명의 문하생 중 한 명에 불과하다고 할 수 있다.
겐큐 2년(1205년) 4월 14일、입문하고 5년 뒤에는 『선탁본원염불집』(選択本願念仏集, 이후 선탁집)의 필사와 호넨의 초상화 제작을 허락하였다. 호넨은 『선탁론』의 필사는 문하 제자 가운데서도 벤초(弁長) ・ 류칸(隆寛) 등 극히 일부 사람들에게만 허락하였기에, 이 무렵 신란은 호넨으로부터 촉망받는 인물로써 인정받고 있었던 것이 된다. 윤7월 29일、『현정토진실교행증문류』의 「화신토권」에 「또한 꿈에 선몽한 대로 슛코의 자를 고쳐서 같은 날 어필을 가지고 이름자를 쓰게 하여 마쳤다」(又依夢告改綽空字同日以御筆令書名之字畢)라고 기술되어 있다. 신란이 자신의 선몽을 계기로 개명을 청원했고 완성된 호넨의 초상화에 고친 이름을 호넨 자신이 기입해 적고 있다. 다만 고친 이름에 대해서는 신란 자신은 언급하지 않았는데 이시다(石田)는 「젠신이었다고 생각된다」고 견해를 밝혔다.

#### 개명에 대해
신란의 개명에 대해서는 「젠신」이 실제 이름이라는 설과 「젠신」은 방호(房号)라는 설이 존재한다. 전자는 「슛코」(綽空)에서 「젠신」(善信)으로 이름을 바꾸었고 「신란」을 칭한 것은 그 이후라는 설인데 가쿠뇨(覚如)의 『습유고덕전』(拾遺古徳伝)과 이를 이은 손가쿠(存覚)의 『육요초』(六要鈔)를 논거로 한다. 후자는 일본의 종교학자 마키 유카코(真木由香子)가 『신란과 바오로』(親鸞とパウロ)에서 주장한 것으로 진종학자(真宗学者)인 혼다 히로유키(本多弘之) 등이 이를 지지하고 있다. 이 설의 요는 「젠신」은 법명이 아니라 방호(房号)로 호넨에 의해 「(젠신보善信房) 슛코」에서 「(젠신보) 신란」으로 바뀌었다는 설이다.
또 「슛코」에서 「젠신」으로 고친 것이 아니라 「슛코」에서 「신란」로 고쳤다는 설도 있는데, 법명은 스스로 자칭하는 것이 아니기에 「신란」이라는 법명도 호넨으로부터 받았다고 해석하여야 한다는 것이다. 신란은 자신의 만년의 저작에도 「젠신」과 「신란」 두 이름을 모두 사용하였다. 또한 에치고에서 스승 호넨으로부터 받은 「젠신」이라는 법명을 버리고 「신란」이라고 스스로 칭한다는 것은 부자연스럽다는 것이다. 「젠신보」(善信房)라는 방호(房号)는 유엔(唯円)의 『탄이초』(歎異抄)、가쿠뇨의 『구전초』(口伝鈔) ・ 『어전초』에 보이고 있다.

#### 아내를 두다
신란이 맞은 아내가 누구였는지, 아내를 둔 시기가 언제였는지 등에 대해서는 확증할 만한 자료가 없고 여러 가지 설이 존재한다.
호넨에게서 학업을 익히던 사이에 구조 가네자네(九条兼実)의 딸인 「다마히」(玉日)라는 여인과 교토에서 결혼하였다는 설.
「다마히」라는 여인에 대해서 그녀가 실존인물이었는지에 대해서는 설이 양분되는데, 역사학자 마쓰오 고지(松尾剛次)、진종대곡파(真宗大谷派) 사사키 마사시(佐々木正)、정토종서산심초파(浄土宗西山深草派)의 기라 준(吉良潤)、철학자 우메하라 다케시(梅原猛)는 『신란 성인 어인록』(親鸞聖人御因縁)・손가쿠(存覚)가 쓴 것이라 전하는 『신란 성인 정명전』(親鸞聖人正明伝) ・ 고텐 료코(五天良空) 『신란 성인 정통전』(親鸞聖人正統伝)의 기술을 근거로 실재를 주장하고 있다. 이에 대해 일본의 사학자 히라 마사유키(平雅行)는 『신란 성인 어인록』(親鸞聖人御因縁) ・ 『신란 성인 정명록』(親鸞聖人正明伝) ・ 『신란 성인 정통전』(親鸞聖人正統伝)이 당시의 천황이 누구인지도 오인하고 있는 점이나 당시 조정의 관습, 중세 엔랴쿠지(延暦寺)의 실태 등의 지식이 모자란 사람의 저작으로 다마히와의 결혼은 단지 전승일 뿐이라고 재고증하고 있다. 이에 마쓰오는 신란에 대한 사료가 적은 현실에서 의심스러운 점이 있는 사료라 한들 비판적 검토를 실시해 적극적으로 이용해야 하며, 히라의 방법론은 최근의 역사학적 성과에 역행한다고 지적한다. 또한 다마히라는 여인의 무덤이라 전하는 묘소도 있고 에도 시대 후기에 개장되는 등、고고학적인 견지에서도 다마히는 실재했음을 알 수 있다고 반박하였다.
호넨의 문하에서 배우던 사이에 교토에 머물렀고 에치고노스케(越後介)직도 지내며 에치고에 영지를 가지고 있었던 호족 미요시 다메노리(三善為教)의 딸 「에신니」(恵信尼)와 교토에서 결혼하였다는 설.
「에신니」라는 여인에 대해서는 비교적 근대인 1921년(다이쇼 10년)에 에신니의 편지라는 「에신니 소식」(恵信尼消息)이 니시혼간지(西本願寺)의 보물고에서 발견되어 그 내용을 통해 실재가 증명되었다. 이에 교토에 머무르고 있을 때 다마요와 결혼한 뒤에 에치고로 유배되어 모종의 이유로 그곳에서 에신니와 재혼하였다는 설이 대두되었는데, 다마히와 에신니는 동일인물로 재혼한 것이 아니라는 설도 있다. 호넨에게서 학업을 익히던 때에 장남 젠란(善鸞)의 생모와 결혼했다가 유배를 계기로 이별하고 에치고의 재청관인(在庁官人)의 딸이었던 에신니와 재혼하였다는 설. 이 설을 제창한 히라 마사유키는 에신니의 일족이 교토에서 생활 기반을 잃은 이유나 에치고에 가지고 있었던 이유를 설명할 수 없기 때문에 교토에 머무르던 호족 미요시 다메노리의 딸이라는 설은 성립할 수 없다고 주장하였다. 또한 덴분(天文) 10년(1541년) 성립된 『히노 이치류 계도』(日野一流系図)의 기재는 의문점이 많아서 사료로써 가치가 낮다는 것이다. 당시 고귀한 신분으로 죄를 받은 사람이 유배될 때는 신변의 시중을 들기 위해 아내를 데리고 가게 하는 것이 일반적이며、최근에는 유배 전에 교토에서 아내를 얻었다는 설이 유력하다.
신란은 아내와의 사이에서 4남 3녀를 두었다. 다만 이들 모두가 에신니의 소생은 아니라는 설、젠란을 장남으로 보는 설도 있다. 젠란의 생모에 대해서는 에신니가 친어머니라는 설과 계모라는 설이 있다.

### 사제 유배
겐큐(元久) 2년(1205년), 나라의 고후쿠지(興福寺)는 아홉 가지 조항의 과실(「興福寺奏状」)을 들어 조정에 전수염불(専修念仏)을 정지할 것을 호소하였다.
겐에이(建永) 2년(1207년) 2월 고토바 상황(後鳥羽上皇)의 노염을 사서 전수염불 정지와 사이이 젠샤쿠보(西意善綽房) ・ 쇼간보(性願房) ・ 쥬렌보(住蓮房) ・ 안라쿠보 존사이(安楽房遵西) 네 명을 처형하고、호넨 및 신란을 포함한 그의 제자 일곱 명이 유배형에 처해졌다. 호넨 ・ 신란 등은 승적(僧籍)을 박탈당하고 각기 속세의 이름으로 「후지이 모토히코」(藤井元彦)、「후지이 요시자네」(藤井善信)라 칭해져서 도사(土佐)의 반다(番田)、에치고(越後)의 고쿠후(国府)로 유배가 결정되었다. 신란은 「젠신」이라는 이름을 속명으로 사용했던 적도 있었기에, 이때 처음으로 「구토쿠샤쿠 신란」(愚禿釋親鸞)이라는 이름을 사용하며 비승비속(非僧非俗) 즉 승려나 속인 어느 한쪽으로 규정할 수 없는 생활을 시작하였다(「젠신」에서 「신란」으로 이름을 바꾼 것에 대해서는 「개명에 대해서」도 참조하라). 이 해 10월에 연호가 죠겐(承元)으로 바뀌었는데, 이 바뀐 연호를 따서 '죠겐의 법난(承元の法難)'이라고 부르고 있다.
죠겐 5년(1211년) 3월 3일에 (구리사와노 신렌보栗澤信蓮房) 묘신(明信)이 태어났다.
겐랴쿠(建暦) 원년(1211년) 11월 17일、오카자키 주나곤 노리미쓰(岡崎中納言範光, 후지와라노 노리미쓰)를 통해 조칙으로 그를 사면한다는 선지가 준토쿠 천황(順徳天皇)으로부터 내려졌다. 유배된 지 5년만의 일이었다. 같은 달에 호넨이 교토로 돌아오는 것이 허락되었는데, 신란은 스승과의 재회를 바라고 있었지만 사면 조칙이 전해졌을 당시 그가 있던 에치고 지역은 눈이 많이 올 시기였기 때문에 교토로 돌아가는 것은 불가능하였다. 그리고 겐랴쿠 2년(1212년) 1월 25일 호넨은 교토에서 여든의 나이로 입적하였다.
사면 이후의 신란의 동향에 대해서는 두 가지 설이 존재하고 있다. 하나는 교토로 돌아가지 못하고 에치고에 머물렀다는 설로, 스승과의 재회가 더 이상 실현되지 않는다는 것을 알게 된 것이나, 아이가 어렸던 것을 이유로 들 수 있다. 다른 하나는 일단 교토로 온 뒤에 다시 간토로 돌아갔다는 설이다. 이는 진종불광사파(真宗佛光寺派) ・ 진종흥정파(真宗興正派)의 중흥조인 료겐(了源)이 쓴 『산두록』(算頭録)에 「親鸞聖人ハ配所ニ五年ノ居緒ヲヘタマヘテノチ 帰洛マシ〜テ 破邪顕正ノシルシニ一宇ヲ建立シテ 興正寺トナツケタマヘリ」라는 기록에 토대한 것이다. 하지만 이에 대해 진종흥정파는 전승일 뿐 사실로 직접 증명할 수 있는 증거는 없다고 밝히고 있다.

### 도고쿠 포교
겐포(建保) 2년(1214년) 신란은 도고쿠(간토)에서의 포교활동을 위해 가족이나 쇼신(性信) 등의 문하 제자들과 함께 에치고를 출발해 시나노국(信濃国)의 젠코지(善光寺)에서 고즈케국(上野国) 사누키 장(佐貫庄)을 거쳐 히타치국(常陸国)으로 향하였다. 유배에서 사면되고 3년이 지난 때였다.
사전(寺伝) 등의 문헌에 따르면 체재 시기나 기간에 대해서는 여러 가지 설이 있지만 겐포 2년에 「고지마 암자」(小島の草庵), 겐포 4년(1216년)에 「오야마 암자」(大山の草庵)을 지었다는 전승이 있다. 그리고 가사마 군(笠間郡)의 이나다 향(稲田郷)의 영주였던 이나다 요리시게(稲田頼重)에게 불려가서 그곳의 후부키노타니(吹雪谷)라는 땅에 「이나다 암자」(稲田の草庵)를 짓고 이 땅을 거점으로 정력적인 포교 활동을 행하였다. 또한 신란의 주요 저서인 『교행신증』(教行信証)은 이곳 「이나다 암자」에서 4년의 세월을 거쳐 겐닌(元仁) 원년(1224년)에 그 초고본을 저술하였다고 전하고 있다.
신란은 도고쿠에서의 포교활동을 이들 암자를 거점으로 약 20년 동안 행하였다. 간토 포교 시절의 신란의 고제(高弟)들은 훗날 「간토 24배」(関東二十四輩)라 불리게 된다. 이들 24명의 고제들이 히타치나 시모쓰케(下野) 등지에서 산문을 열었고 이들 사원은 현재 43개 소가 남아 있어 「이십사배사원」(二十四輩寺院)이라 불리고 있다.
한편 조큐(承久) 3년(1221년)에 일어난 조큐의 난(承久の乱)으로, 과거 호넨 ・ 신란 등을 유배에 처했던 고토바 상황이 막부 타도를 도모하다 실패하고 오키 섬(隠岐島)으로 유배되었다.

### 교토로 돌아오다
62、3세 때에 신란은 교토로 돌아왔다. 교토로 돌아온 뒤에는 저작 활동에 매진하였다. 한편 신란이 교토로 돌아온 뒤 도고쿠에서는 각지에서 그의 교의와 다른 이의와 이단이 대두하기 시작하였다고 한다.
그가 교토로 돌아온 이유에 대해서도 확증할 수 있는 자료가 없고 여러 가지 추론만 있을 뿐이다. 우선 덴푸쿠(天福) 2년(1234년)、선지에 따라 가마쿠라 막부(鎌倉幕府)가 그의 종지였던 전수염불(専修念仏)을 금지 ・ 탄압하였기 때문이라는 설은 그것을 위해서 도고쿠 문도를 내버려 두고 교토로 향한다고는 생각하기 어렵고, 어차피 교토에서도 전수염불에 대한 탄압은 계속되고 있었으므로 부적당하다고 하는 반론이 있다.
자신의 주요 저작인 『교행신증』을 「경전」・「논석」과 맞춰 교정하기 위해서라는 설도 있는데, 도고쿠의 가시마 신궁(鹿島神宮)에도 경장(経蔵)이 있고 그곳에서 참조 ・ 교합 작업은 할 수 있었다는 지적이 있다. 다만 에도 시대 이전의 기록에서 신란이 가시마 신궁에 왔었다는 것을 전하는 기록은 없고 가시마 신궁에 소장된 경론석은 소장 이래 현저히 세월이 흐르고 있어, 최신의 것과 참조교합하기 위해서는 당시 가장 빨리 새로운 경론석을 입수할 수 있는 교토에 돌아왔어야 했다는 주장도 있다. 이는 도고쿠에서 집필한 『교행신증』을 비롯한 그의 저작물의 내용이 당시의 경제 ・ 문화의 중심지였던 교토의 추세를 확인함으로써 후세에 통용 및 검증 ・ 조합 ・ 수정하기 위해서라는 주장과도 관련이 있는데, 현대와 비교해서 텔레비전이나 라디오, 인터넷, 스마트폰 등의 기계적인 전달수단이 없었던 당시에는 경제 ・ 문화 등이 전파되는 속도가 몹시 느렸고 시차도 그만큼 컸다. 때문에 도고쿠와 교토의 시차 확인 ・ 수정을 위해 교토로 돌아와야 했다는 설이다.
고향을 그리는 마음에서였다고 하는 설도 있는데 35세까지 교토에 살았기는 하지만 교토 거리에서 생활했던 시간은 득도할 때까지와 요시미즈 입실 기간에 비하면 짧고, 또 만년의 정력적인 저작 활동을 생각하면 고향을 그리는 마음에서였다고 생각하기 어렵다는 반론이 있다. 저작 활동에 전념하기 위해서라는 설에도 당시 62、3세라는 최고령의 나이였던 신란으로써는 단지 저작활동에 전념하기 위해서 교토 귀향을 선택하기에는 위험하다는 반론이 있다.

#### 에신니의 동향

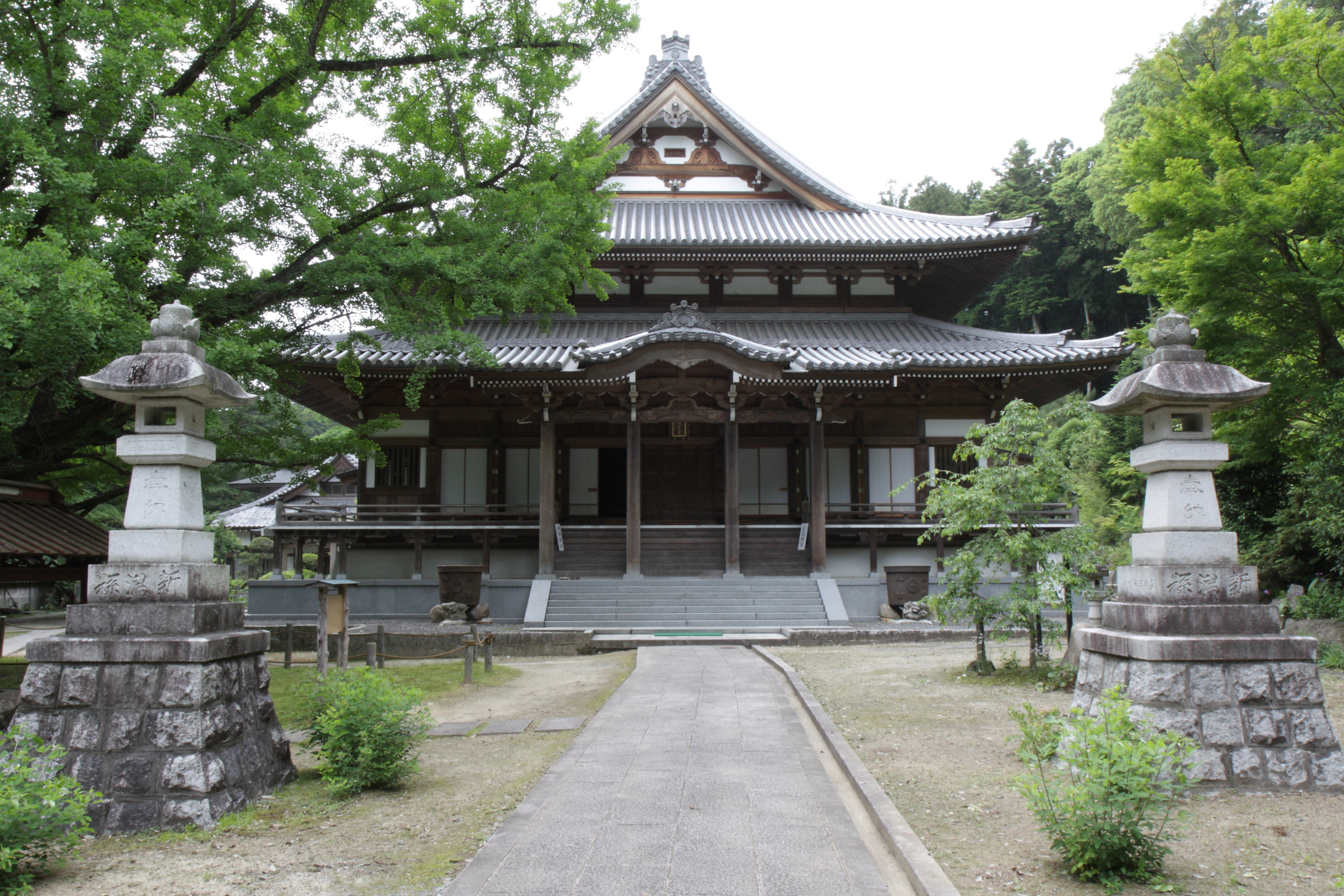
가사마 군의 사이넨지(西念寺). 신란의 이나바 암자에서 출발한 사찰로 이나바 고보(稲田御坊)라고도 불렸다. 사찰 전승에 따르면 신란의 아내 에신니가 신란이 교토로 갈 때 함께 가지 이곳에 죽 남아 머물렀으며 분에이(文永) 9년(1272년)에 이 땅에서 사망하였다고 전한다.

신란의 아내였던 에신니의 동향에 대해서는 이를 전하는 서적 · 소식등이 없고, 여러 추론이 존재한다. 신란이 도고쿠에 지은 암자 가운데 하나였던 사이넨지(西念寺)의 사찰 전승에서는 에신니가 그곳에서 머무르다 사망하였다고 전하고 있으며, 신란이 교토로 갈 때 동행하지 않고 고향인 에치고로 돌아갔다는 설이나(당시 여성은 자립하고 있고, 남편의 행동에 반드시 동행해야 한다는 사상은 없었다) 교토로 동행했거나 혹은 신란이 교토에서 생활거점을 정한 뒤에 교토로 왔다는 설도 있으며, 그 뒤 약 20년 간 에신니는 신란과 함께 교토에서 생활하다 겐초(建長) 6년(1254년) 신란의 신변 시중을 막내딸인 가쿠신니(覚信尼)에게 맡기고 고향을 떠나왔다고 하는데, 귀향한 이유는 친지를 보살피거나 친정인 미요시 가문의 토지관리 등으로 추정되고 있다. 또 신란의 교토에서의 생활은 도고쿠 문도로부터의 지원으로 성립되고 있어 경제 상황에 여유가 없었다고 생각할 수 있다. 이에 가쿠신니를 남기고 에신니는 나머지 가족들만 남긴 채 친정인 미요시 가문의 비호에 의지해 에치고로 돌아갔다는 설이다.

### 저작 활동
이후 신란은 계속해 저작에 매달렸다. 간겐(寛元) 5년(1247년) 75세의 나이로 보충 ・ 개정을 계속해 『교행신증』을 완성하였고 손렌(尊蓮)에게 이를 서사하는 것을 허락하였다. 호지(宝治) 2년(1248년)、『정토화찬』(浄土和讃)과 『고승화찬』(高僧和讃)을 저술하였고, 겐초(建長) 2년(1250년)、『유신초문의』(唯信鈔文意)를 찬술하였다. 겐초 3년(1251년)에는 히타치의 「유념무념(有念無念)의 논쟁」(有念無念の諍)을 써 보내서 제지하였다.
겐초 4년(1252년)、『정토문류취초』(浄土文類聚鈔)를, 겐초 7년(1255년)、『존호진상명문』(尊号真像銘文, 약본)、『정토삼경왕생문류』(浄土三経往生文類, 약본)、『우독초』(愚禿鈔)、『황태자성덕봉찬』(皇太子聖徳奉讃) 75수을 찬술하였다. 겐초 8년(1256년)、『입출이문게송문』(入出二門偈頌文)을 찬술하였다.
앞서 겐초 5년(1253년) 무렵 신란은 아들 젠란과 그 아들 뇨신(如信, 신란의 손자)을 정통 종의(宗義) 포교를 위해 도고쿠로 파견하였다. 그러나 젠란은 삿된 교의인 「전수현선」(専修賢善)에 기울어 올바른 염불자들에게도 이의이단을 설파해 혼란을 가져왔다. 한편 뇨신은 무쓰국(陸奥国)의 오아미(大網)에서 포교를 이어갔고 「오아미 문도」(大網門徒)라 불리며 대규모 문도 집단을 형성하였다. 겐초 8년 5월 29일자 편지에서 신란은 도고쿠(간토)에서 이단의 교의를 설파하던 아들 젠란과 의절해 버렸다. 그 편지는 「선란의절장」(善鸞義絶状) 또는 「자신방의절장」(慈信房義絶状)이라고 불린다. 『탄이초』 제2조에 상기된 도고쿠 문도의 방문은 이후의 일로 생각되고 있다.
고겐(康元) 원년(1256년)、『여래이종회향문』(如来二種回向文, 왕상회향환상회향문류往相回向還相回向文類)을 찬술하였다. 고겐 2년(1257년) 『일념다념문의』(一念多念文意)、『대일본국율산왕 쇼토쿠 태자 봉찬』(大日本国粟散王聖徳太子奉讃)을 찬술하고 『정토삼경왕생문류』(광본)을 전사하였다. 조가(正嘉) 2년(1258년)、『존호진상명문』(광본広本)、『정상말화집』(正像末和讃)을 찬술하였다. 『정상말화찬』은 남북조 시대(南北朝時代)에는 『정토화찬』, 『고승화찬』과 함께 「삼첩화찬」(三帖和讃)으로 통칭되고 있다. 신란의 서간은 훗날 『말등초』(末燈抄)、『신란 성인 어소식집』(親鸞聖人御消息集)) 등으로 편찬되었다.

### 열반에 들다
고초(弘長) 2년(1262년) 11월 28일(그레고리력 환산 1263년 1월 16일), 오시코지미나미(押小路南) 마데노코지히가시(万里小路東)에 있던 친동생 진우(尋有)가 원주(院主)로 있던 「젠호인」(善法院)에서 향년 아흔(만 89세)로 열반에 들었다. 그의 임종은 신란의 동생이었던 진우나 막내딸인 가쿠신니 등이 지켜보았다. 도리베노(鳥部野) 북쪽 변두리의 「오타니」(大谷)에 유해가 모셔졌고, 신란을 다비(화장)한 곳은 신란의 증손자인 혼간지 제3세(世) 가쿠뇨(覚如)의 『어전초』에는 「도리베노 남쪽 변두리의 엔닌지(延仁寺)에서 장사지냈다」고 되어 있다. 신란의 정골(頂骨)과 유품은 대부분 제자 젠쇼(善性) 등에 의해서 도고쿠로 옮겨졌고 도고쿠 포교의 성지였던 「이나바 암자」에 봉납되었다고 전하고 있다.

## 같이 보기
- 믿음 (불교)
- 정토진종

### 내용주
1. ↑  생몰 날짜의 서력 표기에 대해서는 주의를 요하기 때문에 생년월일에 대해서는 「탄생」 항목을, 사망 날짜에 대해서는 「열반에 들다」 항목을 참조하세요.
2. ↑  정토진종의 종조(宗祖, 개산開山이라고도 한다)로 정해진 것은 혼간지 3세 가쿠뇨(覚如)이다.
3. ↑  음력(선명력)이다.
4. ↑  신란은 자전적인 기술을 남기지 않았고(현전하지도 않는다) 「태어난 날」、「어렸을 때의 이름」、「혼인 시기」、「사망지」 등이 불명확(연구중)인 것이 많고 여러 가지 설이 존재한다는 것에 유의할 필요가 있다.
5. ↑  교토 히에이 산(比叡山) 엔랴쿠지(延暦寺)
6. ↑  아홉 살부터 스물아홉 살까지 20년 동안 히에이산에서 수행하였다. 참고로 도겐(道元)은 겨우 2년, 니치렌(日蓮)도 10년 안팎을 히에이산에서 수행하였다.
7. ↑  「숙보」(宿報)는 일반적으로 「숙세(宿世)의 과보(果報). 전세에 지은 선악의 업(業)의 보과를 말한다」(『広辞苑』제5판)는 의미가 있다. 하지만 과거세로써의 「전세」에 부정적인 견해를 보이는 경우 「전세」가 아니라 「과거의 행동」으로 해석하기도 한다(혼다 히로유키本多弘之 감수 『知識ゼロからの親鸞』幻冬舎、2009년. P.29 「六角堂夢告の内容」를 참조하세요).
8. ↑  오늘날의 일본 교토 시 히가시야마구(東山区) 엔잔 정(円山町)이다.
9. ↑  지금의 교토 사쿄구(左京区) 오카자키텐노 정(岡崎天王町)
10. ↑  오늘날의 진종대곡파(真宗大谷派) 오카자키 별원(岡崎別院) 부근.
11. ↑  綽空…「綽」は、中国の道綽禅師より、「空」は源空〈法然〉上人よりつけられたものと推察される
12. ↑  관에서 인가를 받은 승려로써 세상을 등진 「히지리」(聖)나 사미 등의 승려가 사용하던 통칭이다. 신란이 살았던 당시에는 사람의 본명을 공경해 기휘하는 관습이 있었고 일상생활에서 본명이 사용되는 것을 피하기 위해서 부르고는 하였다(『親鸞敎學』95호).
13. ↑  「善」은 중국의 선도대사(善導大師), 「信」은 원신화상(源信和尚)의 이름에서 따온 것이다.
14. ↑  가마쿠라 후기 무렵에 성립된 것으로 생각되는 아라키 문도(荒木門徒) 계열의 전승록. 아라키 문도는 지금의 일본 사이타마현(埼玉県) 교다시(行田市)인 무사시국(武蔵国) 아라키(荒木) 지역에 존재했던 문도 집단으로 신란의 손제자인 겐카이(源海)를 시조로 한다. 진종불광사파(真宗佛光寺派)나 진종흥정파(真宗興正派)가 아라키 문도의 계보를 잇고 있다.
15. ↑  해당 저서는 신란의 제자 손가쿠의 저작으로 전하지만, 실제로는 에도 시대의 승려로 지금의 일본 미에현(三重県) 욧카이치시(四日市市) 소재 전수사파(専修寺系) 사찰인 「쇼초인」(常超院)의 주지를 지낸 고텐 료코(五天良空, 1669년 - 1733년)의 저작으로 보인다. 교호(享保) 18년(1733년) 개판되었다.
16. ↑  고텐 료코의 저작으로 에도 시대인 쇼토쿠(正徳) 5년(1715년) 1월 18일에 완성되었다. 교호 2년(1717년) 7월에 개판되었다.
17. ↑  히라 마사유키는 젠란의 생모는 「젠란의절장」(善鸞義絶状)에 기술되어 있는 「미와노 뇨보」(ミフノ女房)로 추정되며 젠란의 생모가 사망한 경우는 「미와노 뇨보」는 생모의 자매(즉 이모)거나 젠란의 친자매로 추정하고 있다(平雅行 『歴史のなかに見る親鸞』「第四章 越後での生活」P.109-114「善鸞の母」).
18. ↑  신란의 자식 가운데 인신(印信)의 어머니에 대해서는 무로마치 시대의 『손피빈먀쿠』(尊卑分脈)에는 「쓰키와 관백의 딸」(月輪関白女), 『혼간지 계도』(本願寺系圖, 오사카 혼간지大阪本願寺 소장본)에는 「고홋쇼지 셋쇼 다이코쿠(後法性寺摂政太国) 가네자네(兼実)의 딸」(後法性寺摂政太国兼実女)이라고 기재되어 있다. 어느 쪽이든 「구조 가네자네의 딸」이라는 뜻이다. 고쿠로 뇨보(小黒女房)의 어머니에 대해서는 『혼간지 계도』(오사카 혼간지 소장본)에는 「병부대보(兵部大輔) 미요시 다메노리의 딸」(兵部大輔三善為教女)로 기재되어 있는데 이는 미요시 다메노리의 딸을 의미한다.
19. ↑  「반다」(番田)는 「幡多」・「幡田」로도 표기되며 『탄이초』의 사본마다 그 표기가 서로 다르다.
20. ↑  호엔은 엔초(円証)라는 법명으로 불문에 귀의한 구조 가네자네의 비호로 도사에서 사누키(讃岐)로 유배지가 옮겨지게 된다.
21. ↑  오늘날의 일본 니가타현(新潟県) 조에쓰시(上越市)에 소재하였다.
22. ↑  「親」은 인도의 고승으로 천친보살(天親菩薩)이라 불렸던 바수반두에서, 「鸞」은 중국 남북조 시대의 고승으로 중국 정토교(浄土教)의 개조(開祖)인 담란대사(曇鸞大師)의 이름에서 따온 것이었다고 한다.
23. ↑  노리미쓰는 당시 불문에 들어 뉴도(入道)로 불리고 있었고 노리미쓰의 명을 받은 자가 칙사로써 에치고로 보내졌던 것으로 생각된다.
24. ↑  오늘날의 일본 이바라키현(茨城県) 시모쓰마시(下妻市) 고지마(小島)이다.
25. ↑  오늘날의 일본 이바라키 현 시로사토 정(城里町)에 위치하였다.
26. ↑  오늘날의 일본 이바라키 현 가사마시笠間市
27. ↑  「이나다 암자」와의 연고가 있는 사원은 사이넨지 외에도 조코지(浄興寺) 등이 있다. 조코지는 후에 니이가타 현 조에쓰 시(上越市)로 옮겼다.
28. ↑  가마쿠라 시대 정치의 중심이 막부가 위치한 가마쿠라로 옮겨가기는 했지만 교토는 여전히 경제, 문화의 중심지로써 기능하고 있었다.
29. ↑  야나기타 구니오(柳田國男)가 「와우고」(蝸牛考)에서 지적한 바와 같이, 언어의 전파처럼 경제 ・ 문화 등도 중심지를 동심원으로 해서 퍼져가는 경향이 있다.
30. ↑  모리오카 혼쇼지(盛岡本誓寺)에 소장되어 있다.
31. ↑  후쿠이 현(福井県) 호운지(法雲寺)에 소장되어 있다.
32. ↑  겐초본이라 불리는 사본이다.
33. ↑  『정상말화찬』(「황태자성덕봉찬〈11수〉」）에 수록되어 있는 것과는 다른 화찬집(和讃集)이다.
34. ↑  후쿠이 현 호운지에 소장되어 있다.
35. ↑  지금의 일본 후쿠시마현(福島県) 이시카와 군(石川郡) 후루도노 정(古殿町).
36. ↑  고겐본(康元本)이라 불리는 사본이다.
37. ↑  고초 2년 11월 28일은 서력(율리우스력, 그레고리력 환산)으로는 「1263년」이 되지만 고초 2년은 아직 해를 넘기지 않았기 때문에 「1262년」으로 추정된다. 문헌에서 「신란이 열반에 든」 해의 서력을 음력을 토대로 「1262년」으로 표기하는 경우와 양력을 토대로 「1263년」으로 표기하는 경우가 있어서 주의가 필요하다.
38. ↑  이곳의 위치에 대해서는 여러 가지 설이 있는데 혼간지파(本願寺派)는 서쪽 마데노코지로 보아서 이곳에 젠호인을 일으켰다(현재 이곳은 혼간지파 가쿠보 별원角坊別院으로 쓰이고 있다). 오타니파(大谷派)는 젠호인을 「신란가하라」(親鸞ヶ原)로 불리던 땅에 세워진 호센지(法泉寺) 땅(지금의 일본 교토 시 릿쿄토오이케 중학교立京都御池中学校가 위치해 있는 도라이시 초虎石町) 부근으로 보아 「겐신대사 천화지구적」(見真大師遷化之旧跡)이라고 쓴 석비를 세웠다. 그밖에도 교토 시타쿄구(下京区) 고엔지(光円寺)에서 입멸했는데 어떤 이유에서 젠호인으로 유해를 옮긴 것이라는 설도 있다.
39. ↑  혼간지파는 도리베 산(鳥辺山) 남쪽 변두리인 오늘날의 오타니 본묘(大谷本廟, 니시오타니西大谷)의 「고다이도코로」(御荼毘所)에서 다비를 행했다고 하고 오타니파는 교토 시 히가시야마구(東山区) 이마쿠마노(今熊野)에 있는 엔닌지(延仁寺)에서 다비를 행했다고 하고 있다. 엔닌지는 히가시혼간지파 제21세 법주 곤뇨(嚴如)가 재흥하였다.

### 출전
1. ↑  『岩波仏教辞典』第二版、P.541「浄土真宗」에서 인용하였다.
2. ↑  本願寺聖人親鸞傳繪上
3. ↑  “『本願寺系圖』”. 2017년 11월 8일에 원본 문서에서 보존된 문서. 2019년 4월 22일에 확인함.
4. ↑  松尾 2012, pp. 53-56.
5. ↑  親鸞聖人正明傳巻一上
6. ↑  高田開山親鸞聖人正統傳巻之一
7. ↑  『親鸞 生涯と教え』P.26「第一節 誕生」、真宗大谷派出版部、2010년.
8. ↑  高松信英・野田晋 著 『親鸞聖人伝絵 -御伝鈔に学ぶ-』 真宗大谷派宗務所出版部、1987年刊行、ISBN 978-4-8341-0164-5
9. ↑  瓜生津隆真・細川行信 編 『真宗小事典』 法藏館、2000年新装版、ISBN 4-8318-7067-6.
10. ↑  佐々木月樵編『親鸞伝叢書』P.19『親鸞聖人正明傳』巻一上・『高田開山親鸞聖人正統傳』巻之一P126.
11. ↑  『호조기』(方丈記)
12. ↑  지금의 일본 교토 부 교토시 나카교구(中京区)
13. ↑  다른 설로는 히에이산 무도지(無動寺) 곡대승원(谷大乗院)에서 매일 밤 내려와 백일 밤에 걸쳐 롯가쿠도에 다녔다는 설도 있다. 무도지 곡대승원에는, 매일 밤 머문 한넨(신란)을 주위의 승려들이 수상하게 생각 스승에게 일러바쳤고, 스승은 한밤중에 메밀을 뿌려두어 한넨의 소재를 살피려 했는데, 그때 한넨이 만든 목상이 메밀을 먹어서 주위의 의심을 불식시켰다는 전설이 남아있다. 그 때의 목상이, 지금도 무도지 곡대승원에 소장된 "메밀 먹은 목상(蕎麦喰ひ木像)"이라 불리며, 본존·아미타여래와 함께 모셔져 있다.
14. ↑  「에신니 소식」(恵信尼消息).
15. ↑  高松信英、野田晋 『親鸞聖人伝絵 -御伝鈔に学ぶ-』補注、P107「七、吉水入室の年次」・P108「九、建仁元年」。
16. ↑  平松 1998, pp. 45-97.
17. ↑  国立国会図書館デジタルコレクション 妻木直良編 『真宗全書』第34巻、蔵経書院、1914年、P.299「親鸞聖人正明傳巻一下」
18. ↑  国立国会図書館デジタルコレクション 妻木直良編 『真宗全書』第34巻、蔵経書院、1914年、P.301「親鸞聖人正明傳巻二上」
19. ↑  원문은 やまをいてゝ 六かくたうに百日こもらせ給て ごせをいのらせ給けるに(중략) 又六かくたうに百日こもらせ給て候けるやうに 又百か日 ふるにもてるにも いかなるたい事にも まいりてありしに（『浄土真宗聖典』〈原典版〉P.888。）
20. ↑  大橋俊雄 校注 『法然 一遍』 岩波書店〈日本思想大系 10〉、P.284.
21. 1 2 3  石田 1989, p. 17.
22. ↑  『현정토진실교행증문류』(顕浄土真実教行証文類) 「화신토권」(化身土巻).
23. ↑  『顯淨土眞實教行證文類』SAT DB(大正新脩大藏經テキストデータベース) 참조하세요.
24. ↑  真木由香子『親鸞とパウロ』教文館、1988年。
25. ↑  당초 혼다는 신란이 선몽에 의해 슛코에서 젠신으로 개명한 후에, 에치고 유배에서 풀려나고 '구토쿠샤쿠 신란(愚禿釋親鸞젠신보 신란)으로 개명했다고 했으나(『新講教行信証：総序の巻』「第一講」〈1999年 7月 18日〉P.18・P.23). 그러나 마키 유카코가 쓴 『신란과 바오로』의 논증을 거쳐 '젠신'는 방호이며 요시미즈 암자 시절에 실명을 '슛코'에서 '신란'으로 바꾸었다고 설을 바꾸었다(『新講教行信証：総序の巻』「第二講」〈1999年9月17日〉P.33-37、付「出会いと名のり-「親鸞」の名によせて」P.319-331).
26. ↑  「善信」이 방호라는 설을 지지하는 학자는 혼다 히로유키 외에 데라카와 도시아키(寺川俊昭, 「親鸞の名をめぐって」『真宗』2010年11月号、真宗大谷派出版部) ・ 나가타니 고신(豅弘信, 「「善信」実名説を問う（上）」、『親鸞教學』第95号、大谷大学真宗学会、2010年、40-54頁。・「「善信」実名説を問う（下）」、『親鸞教學』第96号、大谷大学真宗学会、2011年、50-68頁）등이 있다.
27. ↑  『知識ゼロからの親鸞入門』41항에서.
28. ↑  松尾剛次『親鸞再考』
29. ↑  佐々木正『親鸞再考
30. ↑  西山深草（吉良潤）『親鸞は源頼朝の甥』
31. ↑  国立国会図書館デジタルコレクション 佐々木月樵編 『親鸞伝叢書』解題、P.2-3.
32. ↑  国立国会図書館デジタルコレクション 佐々木月樵編 『親鸞伝叢書』解題、P.6-8。
33. ↑  平雅行 『歴史のなかに見る親鸞』「第二章 延暦寺からの出奔」P.47、「第四章 越後での生活」P.97
34. ↑  松尾 2012, pp. 18-23.
35. ↑  平雅行 『歴史のなかに見る親鸞』「第四章 越後での生活」P.114-119「恵信尼について」
36. ↑  “『本願寺系圖』（大阪本願寺本）”. 2017년 11월 8일에 원본 문서에서 보존된 문서. 2019년 4월 22일에 확인함.
37. ↑  “興正寺史話【十五】「興正寺の伝承　その一」”. 2018년 9월 13일에 원본 문서에서 보존된 문서. 2019년 4월 22일에 확인함.
38. ↑  “興正寺史話【十六】「興正寺の伝承　そのニ」”. 2018년 9월 13일에 원본 문서에서 보존된 문서. 2019년 4월 22일에 확인함.
39. ↑  “興正寺史話【十七】「興正寺の伝承　その三」”. 2018년 9월 13일에 원본 문서에서 보존된 문서. 2019년 4월 22일에 확인함.
40. ↑  “興正寺史話【十八】「興正寺の伝承　その四」”. 2018년 9월 13일에 원본 문서에서 보존된 문서. 2019년 4월 22일에 확인함.
41. ↑  이토 히로유키(伊藤博之) 교주(校注)『歎異抄 三帖和讃』 P.51.
42. ↑  편찬자는 소가쿠(従覚)이다.
43. ↑  편찬자는 젠쇼(善性)이다.